# Elizabeth French
Elizabeth French (Londres, 19 de enero de 1931-Cambridge, 10 de junio de 2021)  fue una arqueóloga británica especializada en la arqueología de la yacimientos micénicos y Micenas en particular. Fue directora de la Escuela Británica de Atenas de 1989 a 1994.

## Primeros años y educación
Elizabeth Bayard Wace era hija de los arqueólogos británicos Helen Wace y Alan Wace.  La familia se trasladó a Cambridge cuando ella tenía 3 años. Desde 1939, con 8 años, acompañó a sus padres al yacimiento de Micenas, donde su padre fue director de excavaciones desde los años veinte hasta los cincuenta.
Tras esta excavación, la familia permaneció en Atenas, donde Wace asistió a una escuela del British Council; tras el estallido de la Segunda Guerra Mundial, Wace y su madre se marcharon a América en junio de 1940, antes de reunirse con su padre en Alejandría, en 1944 con motivo de su nombramiento como profesora de Clásicas y Arqueología en la Universidad de Alejandría. En 1946, la familia regresó al Reino Unido, donde Wace completó sus estudios en el Cheltenham Ladies' College.
Lisa French estudió en el Newnham College de la Universidad de Cambridge, donde obtuvo la beca Mathilde Blind. De 1949 a 1952, en los veranos participó en las excavaciones de Micenas dirigidas por su padre.
A excepción de 1964, participó en todas las excavaciones conjuntas de la Escuela Británica de Atenas y la Sociedad Arqueológica de Atenas, dirigidas por Lord William Taylour y George Mylonas hasta 1969. En particular, estudió las figurillas de terracota (tema de la tesis que defendió en 1961).
Tras licenciarse, French estudió para obtener un Diploma en Conservación en el Instituto de Arqueología de la Universidad de Londres, y después enseñó Clásicas en la Royal Masonic School. Se unía a las excavaciones en Micenas durante los veranos, como había hecho durante sus estudios de licenciatura; mientras enseñaba, empezó a trabajar en un doctorado a tiempo parcial en el University College de Londres, bajo la supervisión del clasicista y poeta Martin Robertson, sobre The development of Mycenaean terracotta figures. Durante esta época también asistió como estudiante a la Escuela Británica de Atenas (1958-1959) y, gracias a una beca Virginia Gildersleeve de la Federación Internacional de Mujeres Universitarias, pasó el año siguiente (1959-60) en Grecia estudiando material micénico para su tesis, así como hallazgos de Ayios Stephanos y Tirinto, y excavando en Micenas y Cnosos.  Se doctoró en 1961.

## Carrera
De 1976 a 1989 fue decana de Ashburne Hall en la Universidad de Manchester, mientras continuaba publicando sus trabajos sobre yacimientos micénicos. En 1981 inauguró con William Taylour el primer fascículo de la serie Well Built Mycenea,  publicación que continúa en la actualidad. En 1989 fue nombrada directora de la Escuela Británica de Atenas, cargo que ocupó hasta 1994.
French fue uno de las principales expertas en cerámica micénica, especialmente en figurillas, y desde hace tiempo excavadora del yacimiento de Micenas.
En su tesis doctoral, desarrolló un detallado esquema de clasificación de una serie de figurillas micénicas de terracota datadas en el periodo periodo heládico tardío (hacia 1500-1100 a. C.).  Acuñó el término kourótrofo para una clase particular de estos artefactos que representan a una mujer con un niño en brazos. Excavó en Micenas durante muchos años, de 1950 a 1957 con su padre Alan Wace y, tras la muerte de este, con Lord William Taylour y Georgios Mylonas hasta 1969, y desarrolló una clasificación sistemática de la cerámica micénica que permite establecer la datación relativa de los hallazgos arqueológicos. French y Taylour fueron también coeditores, junto con Kenneth Wardle, de la serie de publicaciones derivadas de las excavaciones de Micenas, Well-Built Mycenae (1981-).
En la década de 1960 vivió en Ankara con su marido David French, por aquel entonces director del Instituto Británico de Ankara, participando en excavaciones en Ayios Stephanos (Grecia) y Can Hasan (Turquía), y trabajando con material excavado en yacimientos griegos como Tirinto.  French fue directora de Ashburne Hall, una residencia de la Universidad de Manchester, de 1976 a 1989, periodo durante el cual también fue profesora honoraria del Departamento de Arqueología de Manchester; en 1989, sucedió a Hector Catling como directora de la Escuela Británica de Atenas, convirtiéndose en la primera mujer en ocupar el cargo. Fue directora hasta 1994. Tras regresar de Atenas, se instaló en Cambridge, donde impartió clases sobre cerámica micénica en la Facultad de Clásicas de la universidad.

## Vida personal
Se casó con el arqueólogo británico David French en 1960. La pareja tuvo dos hijas, Catherine y Ann, que fueron con sus padres a Micenas. Se divorciaron en 1976.

## Obras

### Libros
- Mycenae, Agamemnon's Capital (en inglés). London: Stroud. 2002. ISBN 9780752419510.
- Elizabeth French; Spyros Iakovidis (2003). Archaeological Atlas of Mycenae (en inglés). Atenas: The archaeological society at Athens library. ISBN 9789608145405.
- Mycenae, Agamemnon's Capital (en inglés). London: Stroud. 2002. ISBN 9780752419510.
- Elizabeth B. French; Spyros Iakovidis (2003). Archaeological Atlas of Mycenae (en inglés). Atenas: The archaeological society at Athens library. ISBN 9789608145405.
- Well Built Mycenae, Helleno-British excavations within the citadel at Mycenae, 1959-1969 (en inglés). Colección dirigida con William Taylour de 1981 a 1989, después con Ken Wardle. Oxford: Oxbow Books.

### Artículos
- French, Elizabeth1; Iakovidis, Spiros (2003). «Archaeological Atlas of Mycenae». Archaeological Society of Athens (en inglés).
- «Mycenaean occupation near the Cyclopean Terrace Building at Mycenae». The Annual of the British School at Athens (en inglés) 56: 81-87. 1961. doi:10.1017/S0068245400013472.
- «A chariot larnax from Mycenae». The Annual of the British School at Athens (en inglés) 56: 88-89. 1961. doi:10.1017/S0068245400013484.
- «Pottery groups from Mycenae: A summary». The Annual of the British School at Athens (en inglés) 58: 44-52. 1963. doi:10.1017/S0068245400006110.
- «Late Helladic IIIA 1 Pottery From Mycenae». The Annual of the British School at Athens (en inglés) 59: 241-261. 1964. doi:10.1017/S0068245400006110.
- «Late Helladic IIIA 2 Pottery from Mycenae». The Annual of the British School at Athens (en inglés) 60: 159-202. 1965. doi:10.1017/S0068245400013939.
- «A Group of Late Helladic IIIB 1 Pottery from Mycenae». The Annual of the British School at Athens (en inglés) 61: 216-238. 1966. doi:10.1017/S0068245400019031.
- «Pottery from Late Helladic IIIB 1 Destruction Contexts at Mycenae». The Annual of the British School at Athens (en inglés) 62: 149-193. 1967. doi:10.1017/S0068245400014118.
- «A Group of Late Helladic IIIB 2 Pottery from Mycenae». The Annual of the British School at Athens (en inglés) 64: 71-93. 1969. doi:10.1017/S0068245400014520.
- «The Development of Mycenaean Terracotta Figurines». The Annual of the British School at Athens (en inglés) 66: 101-187. 1971. doi:10.1017/S0068245400019146.
- «A Group of Late Helladic IIIB 2 Pottery from within the Citadel at Mycenae: ‘the Causeway Deposit’». The Annual of the British School at Athens (en inglés) 68: 297-347. 1973. doi:10.1017/S0068245400004500.
- «A Reassessment of the Mycenaean Pottery at Tarsus». Anatolian Studies (en inglés) 25: 53-75. 1975. doi:10.2307/3642574.
- «Mycenae and Tiryns: the Pottery of the Second Half of the Thirteenth Century BC - Contexts and Definitions». The Annual of the British School at Athens (en inglés) 104: 175-232. 2009. doi:10.1017/S0068245400013770.